# Droog schorssteeltje
Droog schorssteeltje (Chaenotheca xyloxena) is een korstmos die behoort tot de familie Coniocybaceae. Het leeft in symbiose met de alg Stichococcus.

## Determinatie
Droog schorssteeltje is een coniocarp waarbij geen thallus te zien is.

### Gelijkende taxa
Droog schorssteeltje kan lijken op grijs schorssteeltje; bij de laatstgenoemde soort ziet men echter altijd thallus.

## Verspreiding
In Nederland is droog schorssteeltje zeldzaam. Het zwaartepunt ligt alhier duidelijk op de Veluwe. Het staat op rode lijst in de categorie 'Verdwenen'.